# Новотроицкое (Близнюковский район)
Новотроицкое (укр. Новотроїцьке) — село,
Новонадеждинский сельский совет,
Близнюковский район,
Харьковская область.
Код КОАТУУ — 6320684607. Население по переписи 2001 г. составляет 78 (36/42 м/ж) человек.

## Географическое положение
Село Новотроицкое находится в 5-и км от села Новонадежнино, примыкает к селу Приволье.
Село расположено в неглубокой балке, на которой сделано несколько запруд.

## История
- 1795 — дата основания.

## Экономика
- В селе есть молочно-товарная ферма.